# Rhea mesopotamica
Rhea mesopotamica es una especie extinta de ave del género Rhea, cuyas especies vivientes son conocidas como suris, ñandúes o choiques.  Habitó en el Cono Sur de Sudamérica. 

## Taxonomía
Esta especie fue descrita originalmente en el año 2012 por los paleontólogos Federico L. Agnolín y Jorge I. Noriega, bajo el nombre científico de Pterocnemia mesopotamica. Ese taxón genérico mayoritariamente se considera incluido en Rhea.
Holotipo
El holotipo designado es el catalogado como: MACN-Pv 12743, y consta del extremo distal de tarsometatarso derecho. Está depositado en las colecciones paleontológicas del Museo Argentino de Ciencias Naturales “Bernardino Rivadavia” (MACN), ubicado en la ciudad de Buenos Aires, Argentina.
También se refieren los materiales siguientes: 
- 41-XII-13-928 (extremo distal de tarsometatarso izquierdo);
- MACN-Pv 12735 (extremo distal de tarsometatarso derecho);
- MACN-Pv 12737 (extremo distal de tarsometatarso izquierdo juvenil);
- MACN-Pv 12740 (extremo distal de tarsometatarso izquierdo juvenil sin la tróclea IV).

En la misma localidad y horizonte, también se encontraron restos fragmentarios de un fémur y un húmero, identificados como Rheidae indet.
Localidad tipo
La localidad tipo es barrancas del río Paraná Toma Vieja, al norte de la ciudad de Paraná, provincia de Entre Ríos, en la región mesopotámica del nordeste de la Argentina.
Características estimadas
Se postuló que los restos encontrados pertenecían a un ave de cuerpo delgado y pequeño, con aspecto similar al que posee en la actualidad el ñandú petiso o choique patagónico (R. pennata), y se caracteriza por la marcada divergencia de la tróclea tarsometatarsiana.
Etimología
Etimológicamente, el término específico es un topónimo que refiere a la región de donde procede el ejemplar tipo: la mesopotamia argentina.

## Distribución geográfica, edad y procedencia estratigráfica
Sus restos se exhumaron en estratos correspondientes a la base de la Formación Ituzaingó, niveles que son denominados de manera informal como “Conglomerado osífero” o “Mesopotamiense”, el cual aflora en las barrancas entrerrianas del río Paraná. 
A estos depósitos sedimentarios les fue atribuida una antigüedad correspondiente al Mioceno tardío o superior (Edad Huayqueriense).
Otro material, referido como: FMNH-PA-36 (MHNT s/nº, calco del anterior), es un aislado tarsometatarso izquierdo completo, colectado en el año 1952 por José Luis Minoprio y Bryan Patterson. Proviene geográficamente del paraje Corral El Aguacito, próximo a Mina Zitro, a 3,5 kilómetros al norte del cañón del río Atuel, en la provincia de Mendoza (centro-oeste de la Argentina). Procede estratigráficamente de la Formación Aisol, la cual es adscripta al Mioceno medio-tardío.
Por sus características fue asignado a: Pterocnemia cf. P. mesopotamica (= Rhea cf. R. mesopotamica). En caso de pertenecer a esta especie, pasa a extenderse su biocrón hacia el pasado, quedando entonces comprendido desde el Mioceno tardío (Edad Huayqueriense) al Mioceno medio (Edad Friasense).